# Sopač
Sopač – wieś w Chorwacji, w żupanii primorsko-gorskiej, w gminie Lokve. W 2011 roku liczyła 39 mieszkańców.